# Jacquiniella equitantifolia
Jacquiniella equitantifolia är en orkidéart som först beskrevs av Oakes Ames, och fick sitt nu gällande namn av Robert Louis Dressler. Jacquiniella equitantifolia ingår i släktet Jacquiniella och familjen orkidéer. Inga underarter finns listade i Catalogue of Life.